# Resurgam II
Resurgam II – brytyjski miniaturowy okręt podwodny, zbudowany w 1879 roku przez George’a Garretta. Jednostka była napędzana pod wodą za pomocą przegrzanej pary. "Resurgam II" o długości 14 metrów, 3 metrów średnicy i wyporności 30 długich ton, był pochodną wcześniejszej o jeden rok konstrukcji Garretta - napędzanego ręcznie za pomocą korby "Resurgama I". Garrett nie potrafił zapewnić okrętowi wystarczającej stabilności pionowej, jednak konstrukcja zwróciła uwagę szwedzkiego przemysłowca Thorstena Nordenfelta, który w stoczni AB Palmcrants and Company w Sztokholmie zakontraktował budowę powiększonej wersji nazwanej "Nordenfelt I".